# 法务省旧本馆

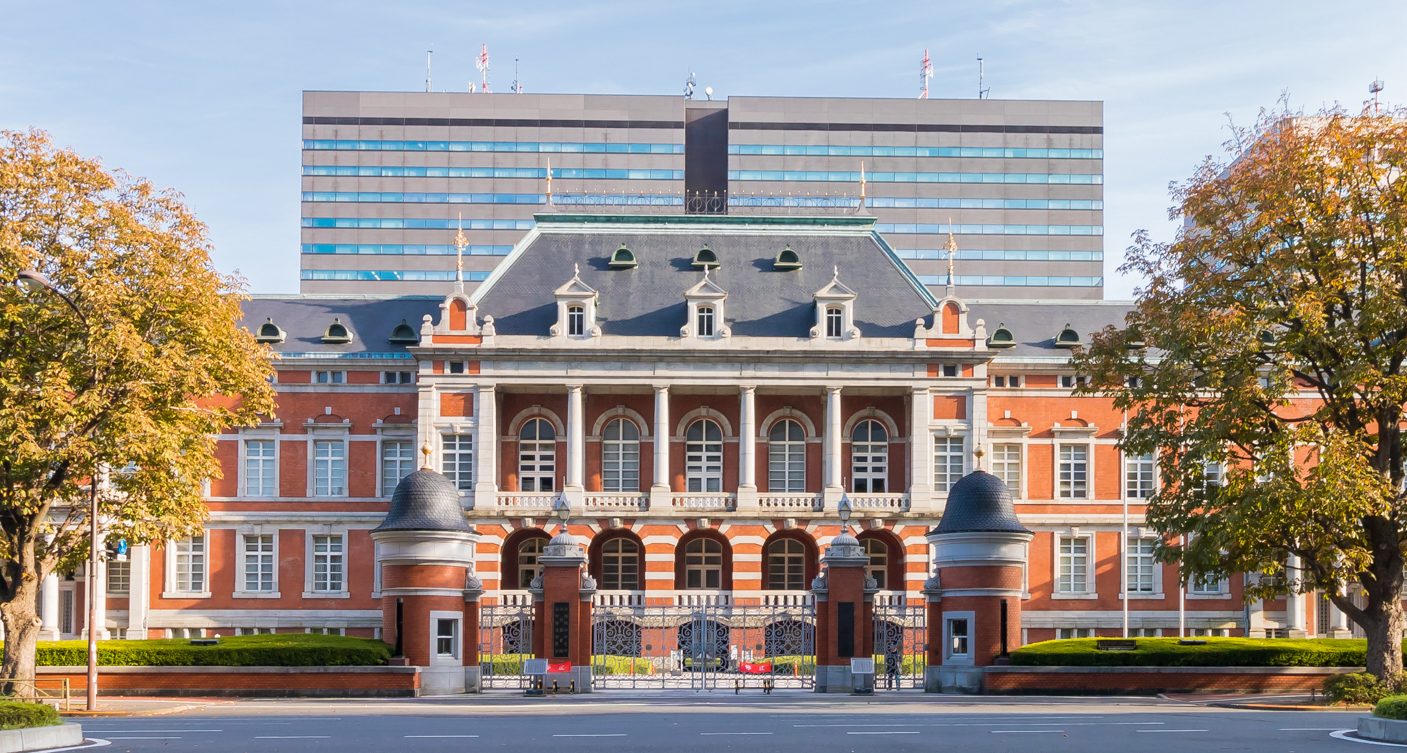
法務省舊本館，後方為法務省現行進駐的中央合同廳舍第6號館A棟

法務省旧本館（日语：／ Hōmushō Kyūhonkan */?），又稱為中央合同廳舍第6號館紅磚棟（中央合同庁舎第6号館赤れんが棟），是位於日本東京都千代田区霞关的历史建筑。
法務省旧本館原为旧司法省庁舎，建于1895年，地上3层，是由外侨Hermann Gustav Louis Ende和Wilhelm Böckmann设计的明治时期近代公共建築，为歴史主義风格。
1923年关东大地震曾对该建筑造成影响。1945年日本本土空襲使该建筑仅存外墙，其余全部烧毁。1950年改为法務府庁舎，1952年为法務省本館，至中央合同廳舍第6號館新建築落成為止。1994年该建筑按照创建时期外观进行修复，同年12月27日指定为日本重要文化財。

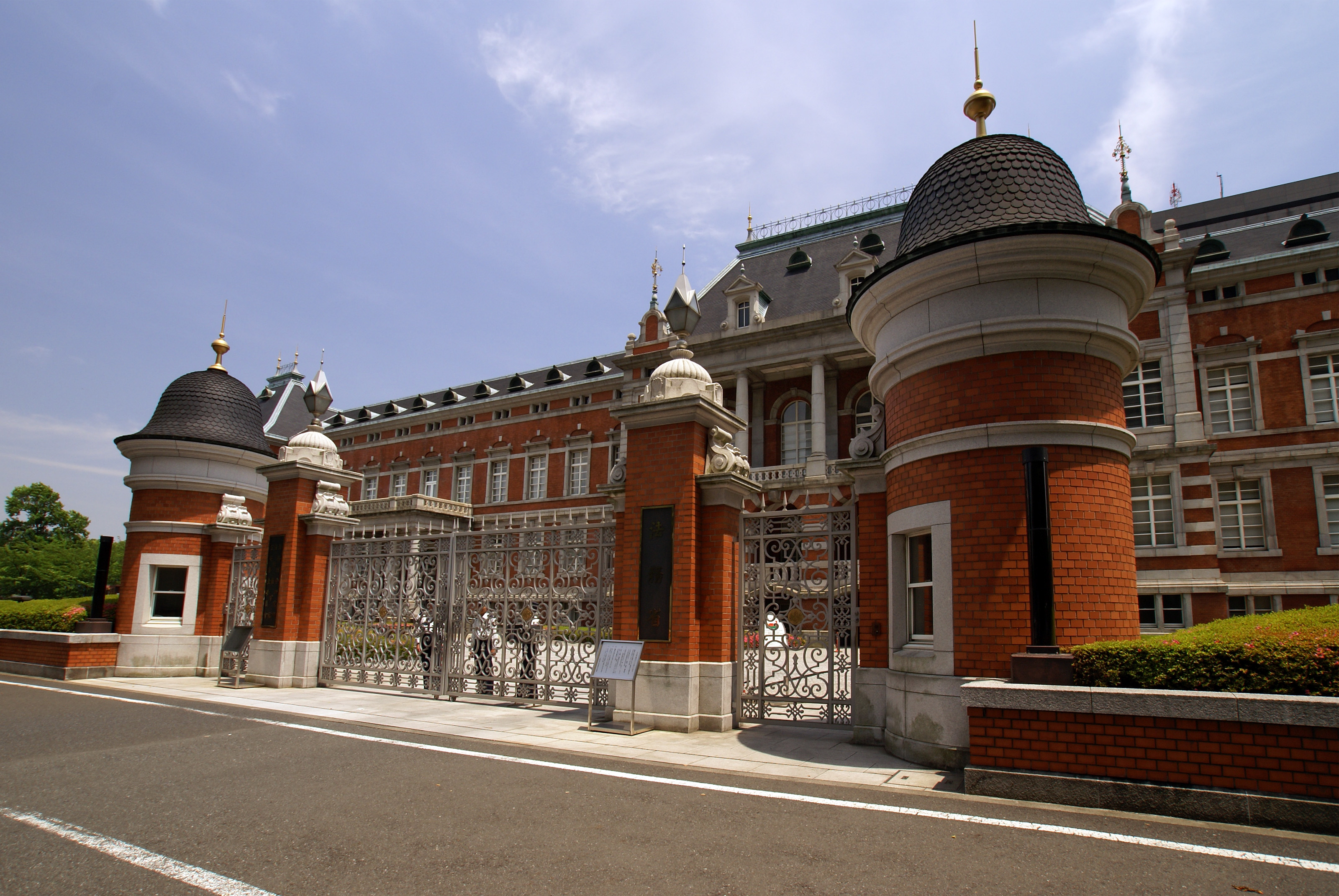
正門、守衛室
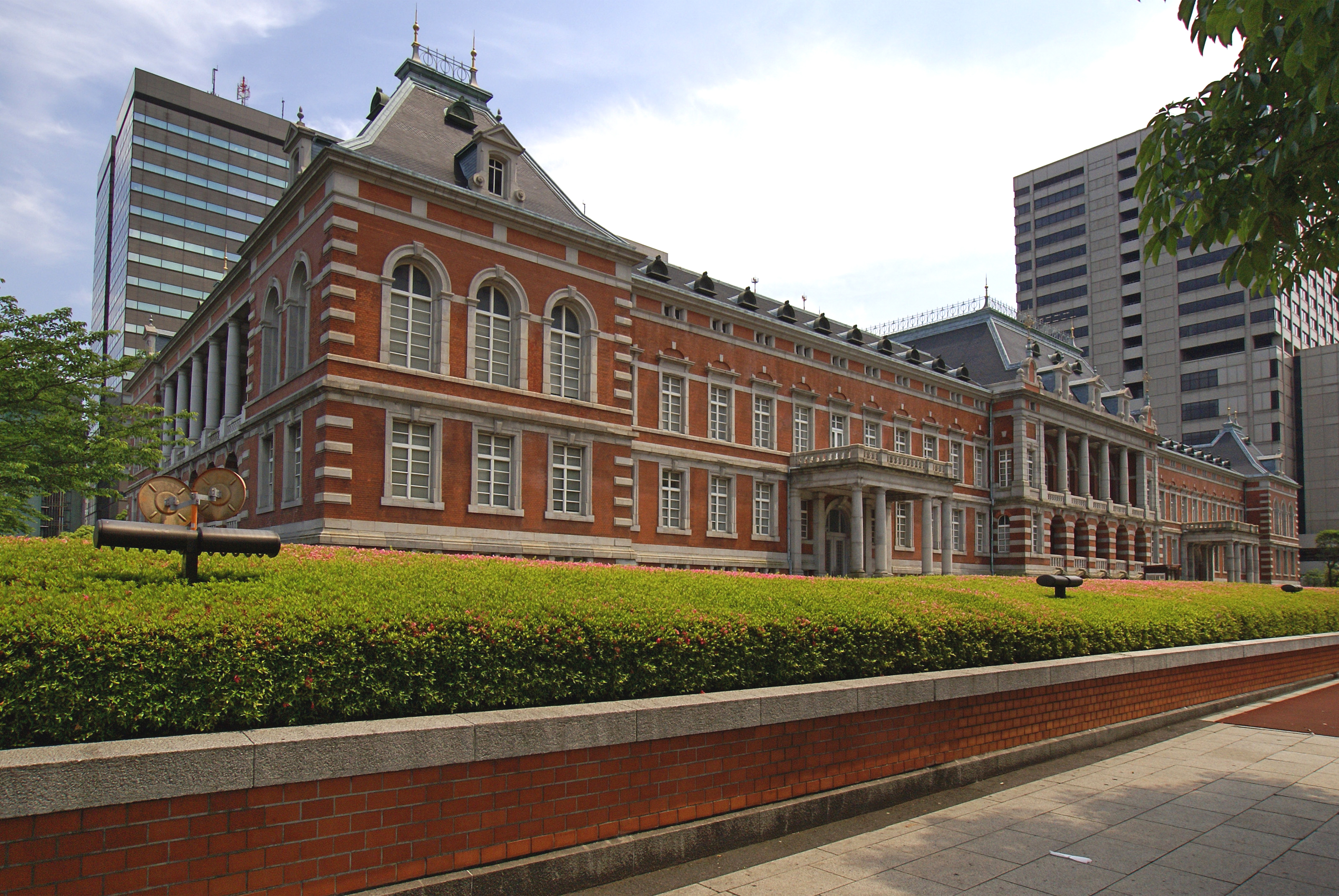
全景
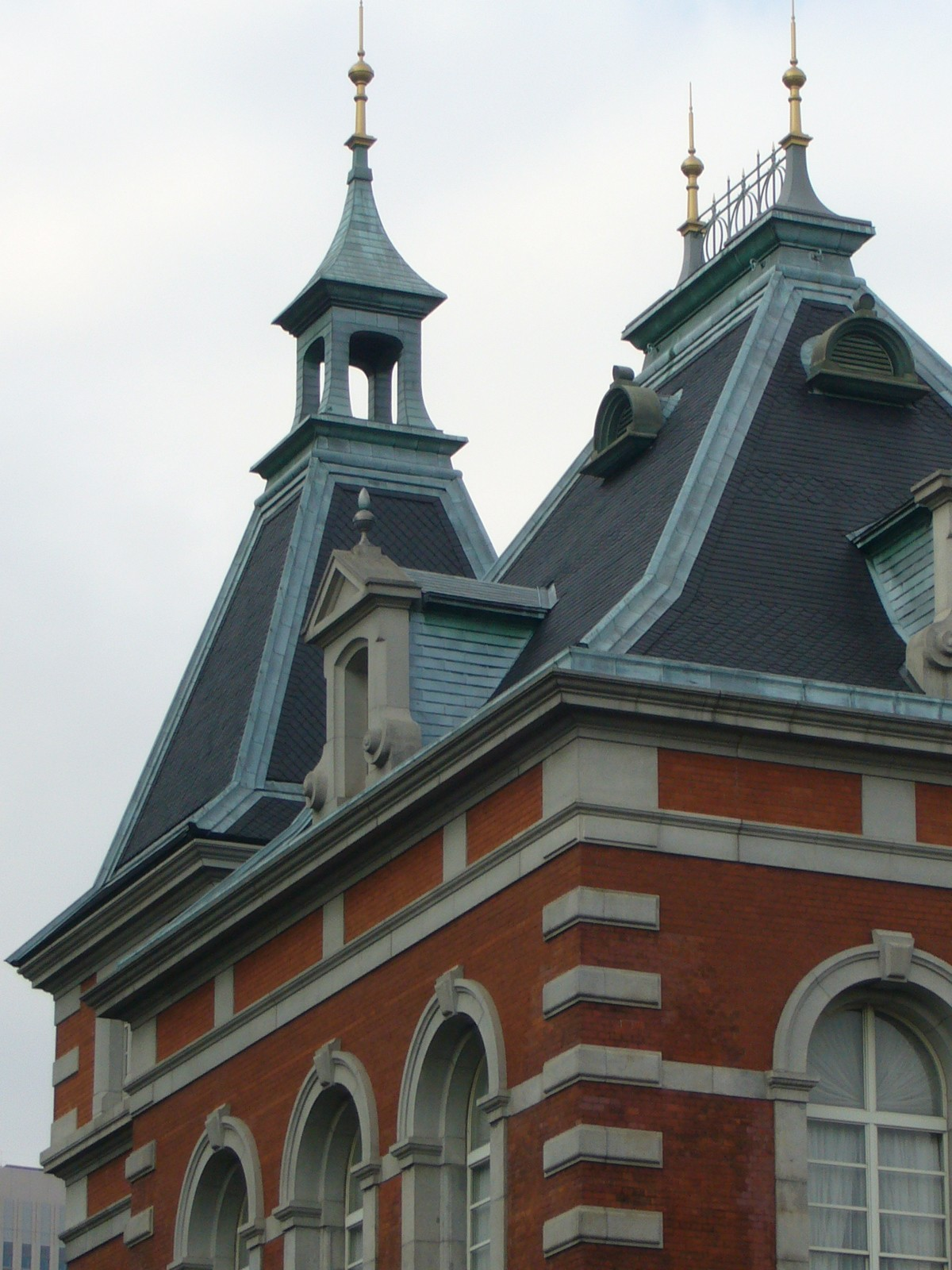
屋顶